# 北京皇城

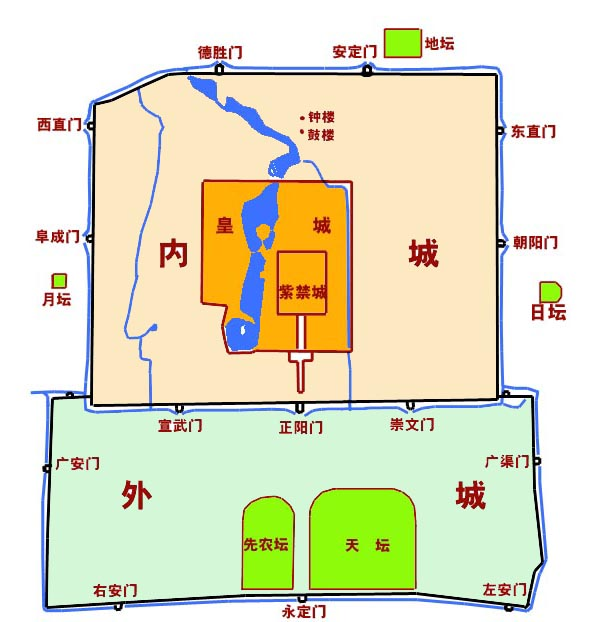
北京皇城的位置

北京皇城位于明清北京紫禁城之外、北京内城之内。四周由城墙环绕，并设置城门，被称为皇城。
北京皇城位于今北京市东城区和西城区。其范围南至东长安街、西长安街和毛主席纪念堂处；北至地安门西大街、地安门东大街；西至府右街、灵境胡同、西黄城根南街、西黄城根北街；东至晨光街、东黄城根南街、东黄城根北街。面积约6.87平方公里。

## 历史

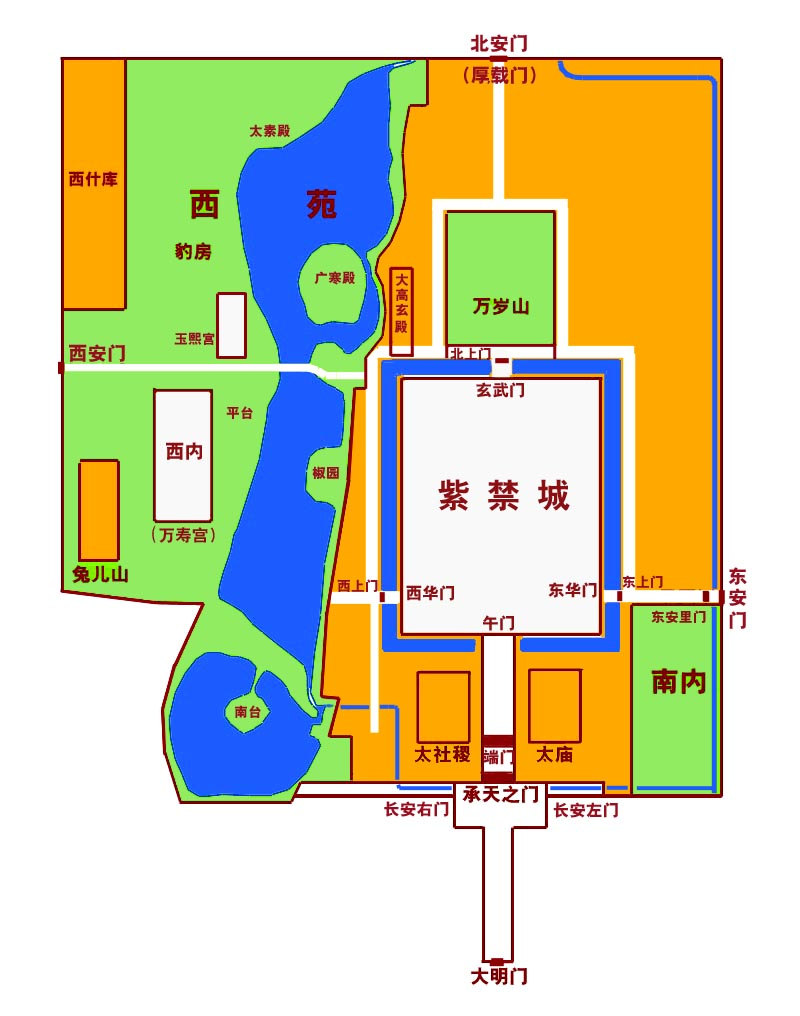
明朝时期北京皇城平面

北京皇城前身即隋代征高麗行宮臨朔宫宫城和北苑，遼朝設置瑤嶼行宮，金朝為金中都離宮大寧宮，元初金中都因戰火破敗，在此增築大都皇城。1368年（洪武元年）明朝军队攻陷大都，元顺帝北逃，大都改名北平。由于未经历战火，大都皇城及元朝宫殿被完整保存下来，但于1369年被朱元璋下令拆除。1370年朱元璋封四子朱棣就藩于北平时，曾令其在元皇城内的隆福宫建造王府。1379年燕王府竣工，1380年朱棣就国。
1399年（建文元年），朱棣发动靖难之役，于1402年夺得帝位，于1403年改北平为北京。1406年（永乐四年）筹划迁都北京，并在燕王府基址上营建西内。1416年（永乐十四年）起，开始摹仿南京皇宫营建北京宫殿。
由于明初北平城曾截去城北约2.8公里的空旷地区，1416年的扩建工作将北京城的南城墙向南移动约0.8公里，因此北京宫殿位置在元故宫的基准上向南移建，同时将其中轴线向东错开约150米，以将元故宫中轴线置于所谓“白虎位”即西方的“杀位”上。由于南京宫殿和明中都宫殿北面都有镇山，于是用挖掘宫城护城河的泥土在元故宫延春阁的基址上堆筑万岁山，作为宫城镇山和北京城的中心基准点，同时亦作为厌镇元朝王气之术。
为了容纳在宫城之南设置的太庙和太社稷，新皇城在元皇城基础上向北、东、南及西苑四面扩建，将太液池北端和元朝通惠河包入皇城中。皇城南面设置千步廊，两侧布置五府六部的衙署。

## 城墙及城门

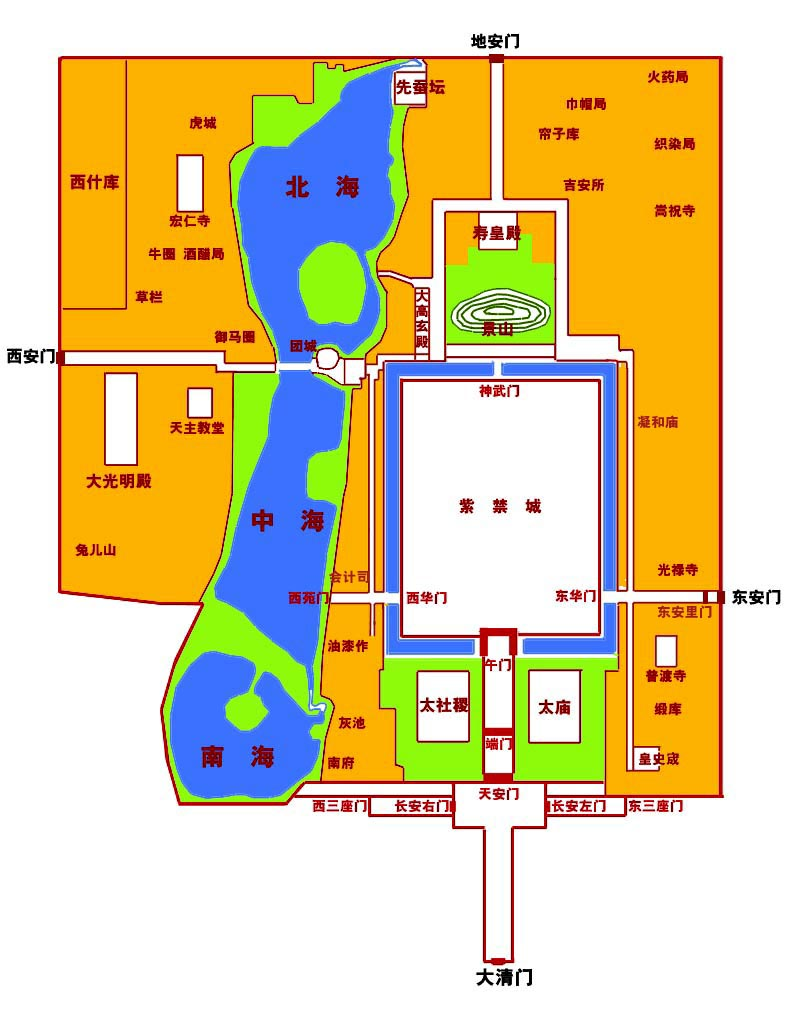
清朝时期北京皇城平面

明朝永乐五年至十八年（1407年至1420年），兴建北京的宫殿及衙署，同时修筑皇城。
- 外郛：是一座“丁”形的广场，称为皇城“外郛”。“丁”形的南端为大明门；东西两端分别为长安左门、长安右门。[1]
  - 大明门：清朝初年，改称“大清门”。中华民国时，改称“中华门”。此门位于皇城外郛正南端，今毛主席纪念堂处。门内为南北走向的纵长形“千步廊”广场，广场东西两侧分别有廊房各110间。廊房向北至如今的西长安街南侧之后，分别向左右折，形成朝向北面的廊房东西各34间。[1]明清两朝，吏部、兵部常在东侧千步廊选拔官吏，称“月选”、“官掣”，礼部常在东侧千步廊审核乡试、会试考卷，称“磨勘”；刑部则在西侧千步廊审判犯人，称“朝审”与“秋审”。[2]
  - 长安左门、长安右门：千步廊以北的皇城墙围成了一个横形的广场，位于天安门南侧。广场东西两端，分别设有长安左门、长安右门，均为砖拱三座门式。[1]

除了外郛之外，皇城的城门有：
- 承天之门：外郛正北为皇城的正门承天之门。清朝顺治八年（1651年），更名为“天安门”。皇城墙自该门两侧向东西延伸。[1]
- 东安门：皇城的东门。[1]
- 西安门：皇城的西门。[1]
- 北安门：清朝顺治八年（1651年），更名为“地安门”。为皇城的北门。[1]

除了外郛之外，皇城墙的走向是：
- 皇城南墙：位于今西长安街及东长安街北侧。
- 皇城东墙：位于今晨光街、东黄城根南街、东黄城根北街西侧。
- 皇城西墙：南段自西长安街开始，沿中南海西侧向北，到达灵境胡同东口后，向西折入灵境胡同，到达西黄城根南街南口后，折向北，沿西黄城根南街、西黄城根北街东侧向北达地安门西大街。
- 皇城北墙：位于今地安门西大街、地安门东大街南侧。

明朝宣德七年（1432年），将原位于御河以西的皇城东墙迁移至御河以东，东安门也随之被迁到河东，原来的东安门处改设“东安里门”。乾隆十九年至二十五年（1754年至1760年），重修皇城，并在长安左门、长安右门外增筑围墙共三百二十二丈五尺一寸，两端各设三座门一座，分别称东长安门和西长安门。《大清会典》载：“皇城广袤三千六百五十六丈五尺，高一丈八尺，下广六尺，上广五尺二寸”。

## 内皇城

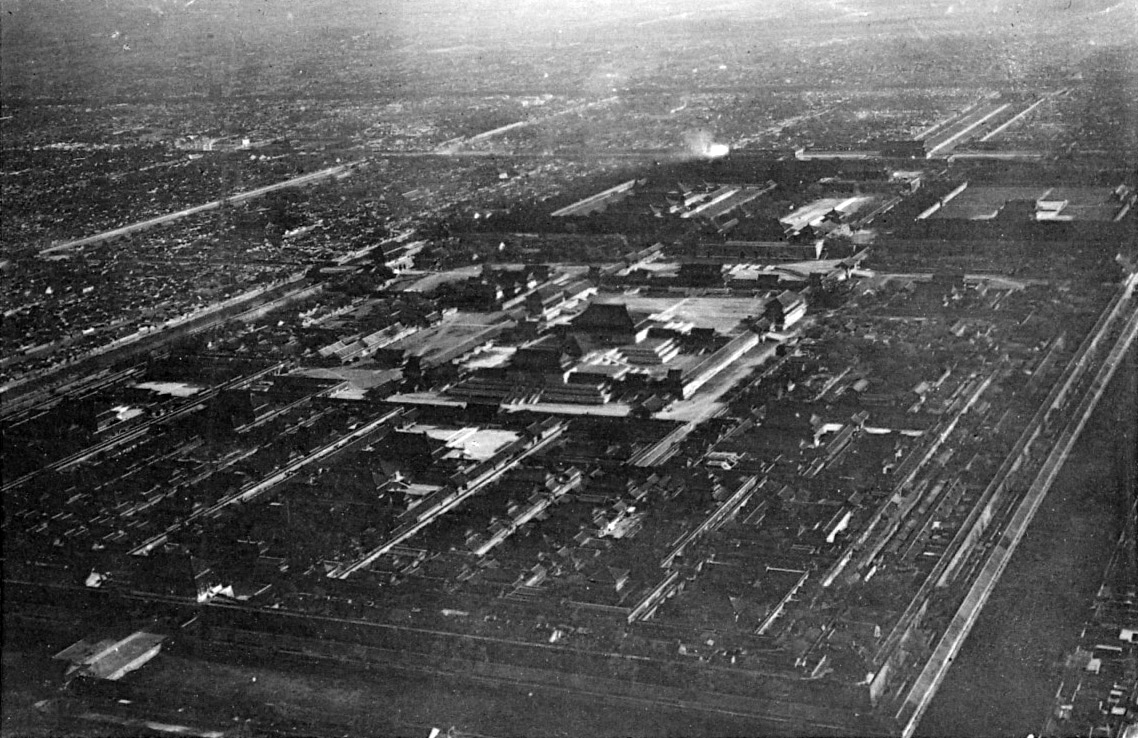
1900年或01年，法军用热气球拍摄的紫禁城。

明朝皇城北安门以内的大街两侧，有两道“黄瓦墙”，从北抵达南端后，各自向东西延伸，是当时区隔库署的墙，俗称“内皇城”。该墙东、西有门，称“黄瓦门”，后来讹传为“黄华门”、“黄化门”。元大都宫城外有“大内夹垣”，当时宫城外没有护城河。“大内夹垣”的门称“上门”。明朝永乐年间，按照明里制，在元朝皇宫与大内夹垣之间，规划兴建了皇宫护城河，即今筒子河。由于有了护城河，永乐帝下令拆除了皇宫外侧的“大内夹垣”，但保留了“大内夹垣”的北上门、东上门、西上门以及阙左门、阙右门。明朝，以上各门以及内皇城的主要分布如下：
- 东上门、东上南门、东上北门：正对紫禁城东华门开有东上门，坐西朝东。东上门外南北两侧分别开有东上南门、东上北门，位于驰道（今南池子大街、北池子大街）中央。
- 西上门、西上南门、西上北门：正对紫禁城西华门开有西上门，坐东朝西。西上门外南北两侧分别开有西上南门、西上北门，位于驰道（今南长街、北长街）中央。
- 北上门、北上东门、北上西门：正对紫禁城神武门开有北上门，坐北朝南，位于景山门正南，景山前街南侧。北上门外东西两侧分别开有北上东门、北上西门，位于驰道（今景山前街）中央。北上东门位于今景山公园外东南角。北上西门位于今景山公园外西南角。
- 内皇城：明朝时，内皇城东墙起于今景山前街东口北侧，先沿今景山前街北侧向西，然后在今景山东街东侧转向北，一直到今吉安所右巷南段西侧，然后再折向西，到今地安门内大街东侧转向北，一直到地安门东侧连接皇城墙。[5]内皇城西墙起于今景山西街西侧，一直到今景山西街北口处折向西，到今地安门内大街西侧转向北，一直到地安门西侧连接皇城墙。[6]
  - 北上左门：位于今景山公园山左里門外，景山东街东侧，坐西朝东。
  - 北上右门：位于今景山公园山右里門外，景山西街西侧，坐东朝西。
  - 山左北门：位于今景山东街北端路东，坐西朝东。
  - 山右北门：位于今景山西街北端路西，坐东朝西。
  - 黄瓦门：位于今黄化门街东口，坐西朝东。

此外，明朝时，在内外皇城的相对城门之间，分别增筑一座城门：
- 东中门：位于东上门和东安门之间。
- 西中门：位于西上门和西安门之间。
- 北中门：位于北上门和北安门之间。北中门设在万岁山正北，今地安门内大街南端的丁字路口处。

## 平面布局
明朝的皇城内是禁地。紫禁城西侧是西苑（北海、中海、南海），东侧是东苑（又名“小南城”），此外都是专门为皇家服务的内府衙门及仓库、作坊、马厩。清朝将内府机构缩减，皇城开放，居民及商店入住，至清朝末年，皇城内外已没有分别。
皇城内除宫城、太庙、太社稷、西苑之外，还有皇太孙宫（明英宗之后改为南内）、西内、大量内廷供奉机构（统称“二十四衙门”）以及仓库。明英宗天顺年间，开凿了太液池南海。明武宗在西苑内修建了豹房。嘉靖朝还在皇城内兴建了大高玄殿、大光明殿、玉熙宫等道教建筑。
清朝迁都北京后，撤裁了明朝的二十四衙门，西部除保留太液池、西什库、大光明殿之外，均改为王府和八旗民居用地。东部区域除保留由南内重华宫改造而成的普度寺以及皇史宬、缎库外，余地也划拨给八旗居民。
清朝灭亡后，皇城由中华民国接管。中南海改为总统府（袁世凯称帝期间曾改名新华宫）。太庙原属清皇室，曾短时期改为和平公园，后归故宫博物院管理。社稷坛改为中央公园（后改名中山公园），景山、北海亦改为公园。西什库、缎库、普度寺等建筑则逐渐沦为民居。

## 破坏与保护
民国元年（1912年）打通东长安街、西长安街，拆除了长安左门、长安右门两侧的围墙。1913年，皇城南墙拆出了“南长街”和“南池子”两个街口。后来又拆出了南河沿街口。1912年北京兵变时，东安门被焚毁，只保留了三座门式的东安里门。到1927年，除皇城南墙及千步廊东西墙外，皇城墙全部拆完。
1950年，西安门遭遇火灾被焚毁。1955年，拆除地安门。1959年，拆除中华门及千步廊东西墙。
1949年之后，皇城区域内遭到大规模改造。中华门、长安左门、长安右门、东西三座门、西安门、地安门、大高玄殿习礼亭、大高玄殿牌楼、金鳌玉蝀坊、金鳌玉蝀桥、满洲堂子等建筑均被拆除，中南海内多处古建筑被拆除，景山寿皇殿改为北京市少年宫，北海西墙外建起国防部和总参谋部大楼，大高玄殿被军事单位占用，处于失修状态。
2001年，北京市人民政府在皇城东墙的原址处修建了皇城根遗址公园，建设中发掘出土了明代东安门和门内石桥局部遗址，并对其进行保护及公开展示，还在公园北部的皇城东墙原址上复建了一小段皇城墙，以标示其原来的位置及形制。
2000年之后，北京市陆续修复了皇史宬和普度寺，修建了皇城根遗址公园、菖蒲河公园，并拟议将景山公园寿皇殿内的北京市少年宫迁至别处。2004年，北京市规划委员会、北京市文物局确定了以1984年北京市人民政府批准（1987年修正）的旧皇城及北城区（含故宫）保护范围建设控制地带为基础的故宫保护缓冲区。2005年，皇城和北海拟作为北京故宫的扩展项目申报世界遗产。